# Hajime Ueda
Hajime Ueda (ウエダ ハジメ, Ueda Hajime; ...) è un fumettista giapponese.
Ha incominciato la sua carriera come un artista di dōjinshi, distinguendosi per il suo tratto unico e stravagante. È principalmente conosciuto per aver realizzato l'adattamento manga della serie OAV FLCL, e per il manga originale Kyūko-chan: the chikyū shinryaku shōjo. Si è occupato anche di costume design e modellazione. Ha collaborato con lo studio Shaft, in modo particolare per la serie Monogatari, dove ha lavorato come animatore delle sigle iniziali e finali di varie stagioni del franchise.

## Opere

### Manga
- FLCL (serializzato sulla rivista Monthly Magazine Z di Kōdansha, 2000, 2 volumi)[1][2]
- Kyūko-chan: the chikyū shinryaku shōjo (serializzato su Monthly Magazine Z di Kōdansha, 2004, 2 volumi)[3][4]

### Anime
- Punta al top 2! - DieBuster (2004) - collaborazione al character design
- Uta kata (2004) - illustrazione finale (ep. 3)
- Bakemonogatari (2009) - animazione sigla finale (ep. 4, 6, 12), illustrazione finale (ep. 12)
- Natsu no arashi! Akinai chū (2009) - illustrazione finale (ep. 10)
- Puella Magi Madoka Magica (2011) - illustrazione finale (ep. 6)
- Nisemonogatari (2012) - animazione sigla finale, illustrazioni, animazioni chiave
- Nekomonogatari (kuro) (2012) - animazione sigla finale, illustrazioni
- Monogatari Series Second Season (2013) - animazione finale
- Nisekoi (2014) - illustrazione finale (ep. 2)[5]
- Hanamonogatari (2014) - animazione sigla iniziale, illustrazioni
- Tsukimonogatari (2014) - animazione sigla finale, illustrazioni[6]
- I can Friday by day (2015) - cortometraggio parte della serie Nihon animator mihon'ichi[7]
- Kizumonogatari I: Tekketsu-hen (2016) - animazioni chiave
- Kizumonogatari III: Reiketsu-hen (2017) - illustrazioni
- The Dragon Dentist (serie TV, 2017) - concept design
- Un marzo da leoni (2017) - illustrazione finale (ep. 30)[8]
- Darling in the Franxx (2018) - collaborazione al concept design
- Fate/Extra Last Encore (2018) - animazioni chiave (ep. 9)
- Zoku Owarimonogatari(2018) - animazione sigla iniziale, animazione sigla finale
- Magia Record (2020) - illustrazione schermata finale (ep. 5)